# Contea di Talbot (Maryland)
La contea di Talbot, in inglese Talbot County, è una contea dello Stato del Maryland, negli Stati Uniti. La popolazione al censimento del 2000 era di 33 812 abitanti. Il capoluogo di contea è Easton.

## Geografia
La contea si affaccia a ovest sulla baia di Chesapeake e include le isole Tilghman e Poplar. I fiumi principali sono: Choptank, Tuckahoe Creek, Wye East, Tred Avon, e Miles.

### Contee confinanti
- Contea di Queen Anne - nord
- Contea di Caroline - est
- Contea di Dorchester - sud
- Contea di Calvert - sud-ovest
- Contea di Anne Arundel - ovest

## Storia
La Contea di Talbot è una delle più antiche zone di insediamento europeo nel Nuovo Mondo, situata nella parte orientale del Maryland, negli Stati Uniti. La sua storia è stata sempre collegata all’acqua, con più di 600 miglia di costa soggetta a marea, la più lunga di qualunque contea americana.

### Origini e colonizzazione
Prima dell’arrivo degli europei, la zona era usata da popolazioni native americane. I primi coloni inglesi arrivarono in barca negli anni 1630, attratti dalle risorse naturali e dalla rete di corsi d’acqua che rendeva facili i trasporti. Qui crearono piantagioni di tabacco lungo i fiumi Choptank, Wye, Tred Avon e St. Michaels (oggi Miles), e anche nelle tante insenature della costa della Baia di Chesapeake. La contea fu creata ufficialmente nel 1661 e prese il nome da Lady Grace Talbot, sorella del secondo Lord Baltimore e Cecil Calvert. Nel 1662 venne organizzata come ente amministrativo, con cambi ai confini nel 1706 (nascita della Contea di Queen Anne) e nel 1773 (creazione della Contea di Caroline). Per circa un secolo l’economia della contea si basò sul tabacco, che veniva anche usato come moneta e scambiato con navi inglesi. Oxford, nata nel 1683, divenne un porto commerciale molto importante, mentre St. Michaels si sviluppò come centro di cantieristica navale, famosa per i Baltimore Clippers, navi veloci usate pure nella Guerra del 1812. In questa zona ebbero sede famiglie importanti dell’Eastern Shore, come i Tilghman, Lloyd, Goldsborough e Hollyday. La sede della contea, prima detta Talbot Courthouse e poi Easton, venne soprannominata “Capitale dell’Est” per il suo ruolo politico e amministrativo. Fra i primi coloni c’erano molti quaccheri, che nel 1684 finirono la Third Haven Meeting House, ancora attiva. Altri erano puritani fuggiti dalla Virginia, oppure ribelli irlandesi e scozzesi portati qui come servi a contratto. La contea aveva una delle più alte percentuali di afroamericani liberi negli Stati Uniti e diede i natali a Frederick Douglass, attivista per la libertà e la giustizia.

### Dalla Rivoluzione americana alla Guerra civile
Durante la Guerra d’indipendenza americana, cittadini di Talbot ebbero ruoli importanti, come Matthew Tilghman e Tench Tilghman, aiutante di campo di George Washington. Nel 1813 il generale Perry Benson guidò la difesa di St. Michaels contro un attacco britannico. Durante la Guerra civile americana, la contea era divisa, con soldati sia unionisti che confederati. Unionville fu fondata da ex schiavi che avevano servito nell’Esercito dell’Unione. Dopo la Rivoluzione americana, la coltivazione di tabacco lasciò il posto al grano, poi a pomodori, frutta, latticini e, più tardi, mais, soia e pollame. Le attività marittime, come costruzione di barche, pesca e lavorazione dei frutti di mare, hanno affiancato l’agricoltura.

#### Talbot resolves
Le risoluzioni di Talbot (Talbot Resolves) furono una dichiarazione pubblica presa il 24 maggio 1774 davanti al Talbot Courthouse (oggi Easton, Maryland), dove un gruppo di cittadini della contea di Talbot mostrò solidarietà ai cittadini di Boston dopo che la Gran Bretagna aveva chiuso il loro porto. Due anni prima della Dichiarazione di indipendenza degli Stati Uniti, i firmatari dissero che avrebbero agito «come amici della libertà e dell’interesse generale del genere umano» per difendere i diritti dei coloni.
Nel dicembre 1773, il Boston Tea Party vide i coloni del Massachusetts buttare il tè nel porto per protestare contro la tassa imposta dal Parlamento britannico. Come punizione, il Boston Port Act, approvato il 31 marzo 1774 e firmato dal re Giorgio III il 15 maggio, bloccò il porto di Boston a partire dal 1º giugno 1774. Questo fu il primo dei cosiddetti Coercive Acts (detti Intolerable Acts nelle colonie), che volevano isolare Boston, ma provocarono rabbia in tutte le tredici colonie, incluso il Maryland. Il 23 maggio 1774, Samuel Adams mandò un appello per aiuto al Comitato di corrispondenza del Maryland, guidato da Matthew Tilghman. Tilghman subito chiamò i signori della contea di Talbot, che si riunirono il giorno dopo sul prato davanti al tribunale. Le risoluzioni dicevano che i cittadini avevano il diritto di essere tassati solo da rappresentanti eletti, che la proprietà doveva essere protetta e che si dovevano cercare soluzioni legali e costituzionali per difendere i diritti comuni, ma speravano ancora in buoni rapporti con la madrepatria.
Non si sa con certezza chi scrisse il documento. La tradizione e le prove indicano che probabilmente fu Matthew Tilghman a scrivere, visto che era il più istruito e il leader locale. Forse il testo fu scritto insieme sul momento, durante la riunione del 24 maggio 1774. Insieme alla proclamazione delle risoluzioni, furono scelti quattro rappresentanti per andare alla convenzione provinciale di Annapolis del giugno 1774: Matthew Tilghman, Edward Lloyd IV, Robert Goldsborough IV e Nicholas Thomas. Tilghman fu eletto capo della delegazione e della convenzione di 92 membri. Il testo fu mandato al Maryland Gazette che lo pubblicò il 2 giugno 1774.

### Età contemporanea
Con l’apertura del Bay Bridge nel 1951 e lo sviluppo della U.S. Route 50, la contea vide crescere la popolazione e il turismo, perdendo parte del suo isolamento storico. Oggi il territorio è un misto di agricoltura, turismo legato all’acqua e conservazione del patrimonio storico, in un contesto che cambia soprattutto a causa della pressione edilizia e dello sviluppo moderno. L’ambiente costiero e la cultura locale restano però punti centrali, anche se le sfide legate alla salvaguardia sono aumentate con il tempo. Molti piccoli centri mantengono ancora tradizioni agricole e marittime, pur convivendo con la cresente presenza di visitatori e nuove attività economiche.
Nel 1961 la Maryland Historical Society mise un cartello storico all’ingresso del tribunale di Easton, dove erano state proclamate le risoluzioni di Talbot. Il 24 maggio 2024 è stata fatta una festa per il 250º anniversario, con rievocazioni in costume, letture pubbliche delle risoluzioni e discorsi da parte di rappresentanti locali e della Sons of the American Revolution.

## Comuni

### Towns
- Easton (capoluogo)
- Oxford
- Queen Anne
- Saint Michaels
- Trappe

### Census-designated places
- Cordova
- Tilghman Island